# جاكسون كيفر
جاكسون كيفر (بالإنجليزية: Jackson Keefer)‏ هو لاعب كرة قدم أمريكية أمريكي، ولد في 1 مايو 1900 في أولني في الولايات المتحدة، وتوفي في 3 أغسطس 1966 في دايتون في الولايات المتحدة.